# اسمولنسک ۳۲۱۳

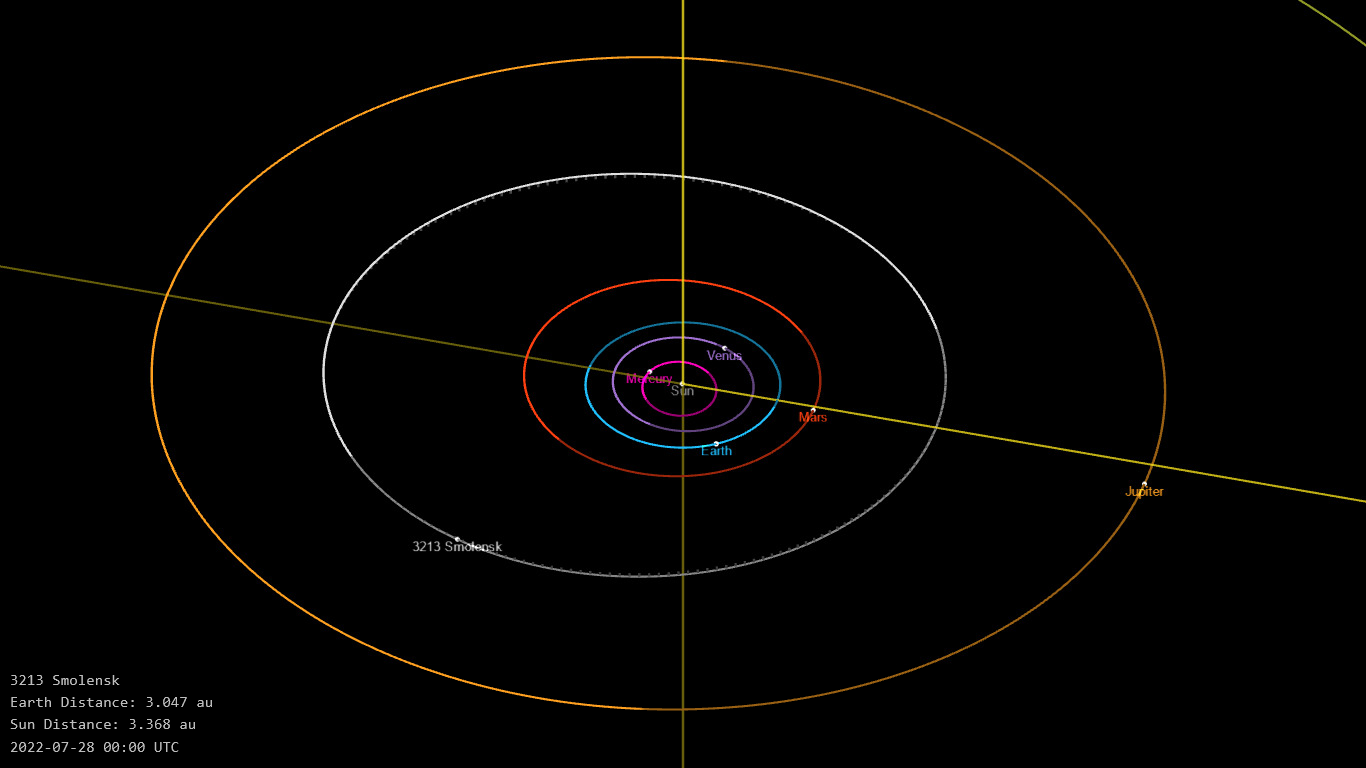

سیارک ۳۲۱۳ (به انگلیسی: 3213 Smolensk، نامگذاری:1977NQ) سه هزار و دویست و سیزدهمین سیارک کشف شده‌است که در ۱۴ ژوئیه ۱۹۷۷ کشف شد.
قدر مطلق سیارک برابر ۱۲٫۲۰ است.